# Rossville, Tennessee
Rossville är en ort i Fayette County i delstaten Tennessee, USA.